# Rosanna Crawford
Rosanna Crawford (Canmore, 23 maggio 1988) è un'ex biatleta canadese.

## Biografia
Rosanna Crawford, sorella della fondista Chandra e attiva dalla stagione 2007-2008, ha esordito in Coppa del Mondo il 13 gennaio 2010 a Ruhpolding in sprint (77ª), ai Giochi olimpici invernali a Vancouver 2010, dove si è classificata 75ª nell'individuale, 71ª nella sprint e 14ª nella staffetta, e ai Campionati mondiali a Nové Město na Moravě 2013, dove si è piazzata 17ª nell'individuale, 77ª nella sprint, 12ª nella staffetta e 14ª nella staffetta mista; ai XXII Giochi olimpici invernali di Soči 2014 è stata 65ª nella individuale, 25ª nella sprint, 44ª nell'inseguimento, 7ª nella staffetta e 10ª nella staffetta mista e ai Mondiali di Kontiolahti 2015 si è classificata 87ª nell'individuale, 31ª nella sprint, 24ª nell'inseguimento, 9ª nella staffetta e 12ª nella staffetta mista.
Il 29 novembre dello stesso anno ha ottenuto il primo podio in Coppa del Mondo, a Östersund in staffetta mista individuale (2ª), e ai successivi Mondiali di Oslo 2016 si è piazzata 14ª nell'individuale, 29ª nella sprint, 27ª nell'inseguimento, 15ª nella partenza in linea, 15ª nella staffetta e 11ª nella staffetta mista; ai Mondiali di Hochfilzen 2017 è stata 62ª nell'individuale, 26ª nella sprint, 43ª nell'inseguimento, 16ª nella staffetta e 13ª nella staffetta mista.
Ha ottenuto il suo secondo e ultimo podio in Coppa del Mondo l'11 gennaio 2018 a Ruhpolding in individuale (3ª) e ai successivi XXIII Giochi olimpici invernali di Pyeongchang 2018, sua ultima presenza olimpica, si è classificata 26ª nell'individuale, 53ª nella sprint, 19ª nell'inseguimento, 10ª nella staffetta e 12ª nella staffetta mista. Ha preso per l'ultima volta il via in Coppa del Mondo il 17 febbraio 2019 a Soldier Hollow in staffetta mista individuale (12ª) e si è congedata dalle competizioni in occasione dei successivi Mondiali di Östersund 2019, dove si è piazzata 63ª nell'individuale, 18ª nella sprint, 14ª nella staffetta, 16ª nella staffetta mista e non ha completato l'inseguimento.

## Palmarès

### Coppa del Mondo
- Miglior piazzamento in classifica generale: 20ª nel 2015
- 2 podi (1 individuale, 1 a squadre):
  - 1 secondo posto (a squadre)
  - 1 terzo posto (individuale)